# 保阪嘉内

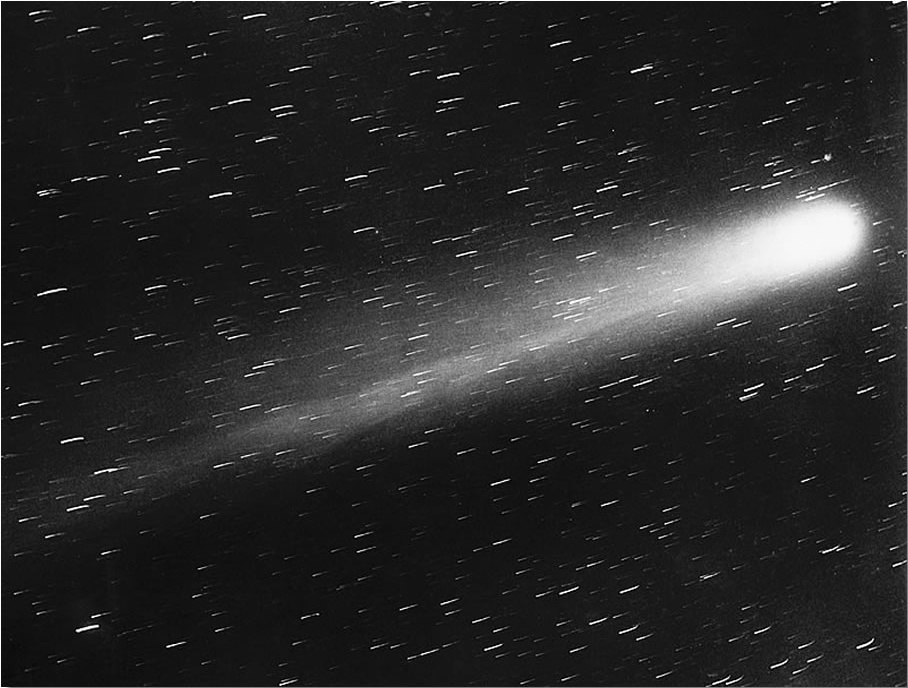
1910年のハレー彗星接近は世界各地で観測が行われる。7月3日付のニューヨーク・タイムズ紙が掲載した1枚は、現地時間5月29日の観測写真。（アメリカ・ウィスコンシン州ヤーキス天文台にてエドワード・E・バーナード撮影）

保阪 嘉内（ほさか かない、1896年〈明治29年〉10月18日 - 1937年〈昭和12年〉2月8日）は、日本の詩人。宮沢賢治の親友として知られ、賢治の代表作とされる『銀河鉄道の夜』のカムパネルラのモデルとも言われる。

## 経歴
山梨県北巨摩郡駒井村（現：韮崎市）出身。父は郡役所書記であった。韮崎高等小学校から1910年に山梨県立甲府中学校（現：山梨県立甲府第一高等学校）に進む。星の和名に詳しい野尻抱影に英語を教わり、また文芸同人誌に作品を発表していた。中学入学の年にハレー彗星の最接近を観察しスケッチをつけた。

### 盛岡高等農林学校へ

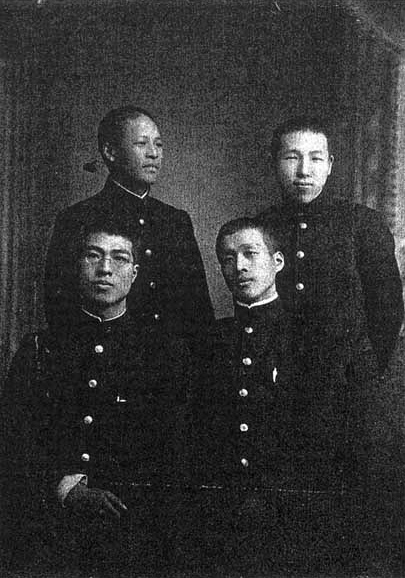
盛岡高等農林在学時、同人誌『アザリア』のメンバーと（後列左）。嘉内の右が宮沢賢治。前列は左が小菅健吉、右が河本義行。

1915年に甲府中学を卒業すると、東北帝国大学札幌農科大学（現：北海道大学）を受験するが不合格となり、翌1916年に盛岡高等農林学校農学科第二部に入学する。出身地である山梨の農民生活の改善が進学の目的であった。寄宿舎（自啓寮）では賢治と同室となる。嘉内が石川啄木に興味を持っていることを知った賢治は、入学直後に啄木の短歌に詠われた旧制盛岡中学校（賢治の母校でもある）校舎のバルコニーに嘉内を案内した。賢治は嘉内の進学理由に共感したという。5月には寮の懇親会で自作の戯曲「人間のもだえ」を上演、賢治は「全智の神ダークネス」役で出演した。
1917年7月1日に高等農林で文芸同人誌『アザリア』が創刊されると、嘉内は賢治、小菅健吉、河本義行とともに、その中心メンバーとなった。同年7月、賢治が率いるフィールドトリップに参加、秩父で地質を探り『秩父始原層 其他』に短歌296首を収めた。そのうち岩石や鉱物、地質現象を読み込んだ154首を手がかりに当時のフィールドトリップ（巡検）案内と照らし、訪ねた地点や注目した鉱物の産出地の追跡が地質の専門家によって試みられている。専門書『地質学教科書』にもある秩父長瀞の結晶片岩に魅かれたこと（片岩26首・剥岩5首・シスト2首・結晶片岩1首）、また自然科学の知識の分析から、理系であって文学の素養を備えた人物としての個性を読み取ることができる。
しかし、1918年3月発行の第6号に寄稿した「社会と自分」という文章の中に、「今だ。今だ。帝室を覆すの時は。ナイヒリズム」という一節があったことが問題視され、退学処分となる。賢治は学校当局に再考を求めたが処分は覆らず、退学が決まり寮を出る嘉内に賢治は『漢和対照妙法蓮華経』（島地大等編）を贈った。この年の暮れも押し詰まったころ、日本女子大学校在学中だった賢治の妹トシが入院し、賢治は母にしたがって看病に上京する。賢治は会う機会を求めて駒井の保阪家宛てに手紙を送るものの、このときは再会していない。

### 営農、入隊、文芸記者
嘉内は東京で明治大学に学籍を置き、農業を支える志を貫こうと札幌もしくは駒場の農科大学への進学に向け勉強に取り組んだが、母の急死に遭い断念し、山梨に戻って農業活動に入る。1919年11月から1年間は志願兵として近衛輜重兵大隊に応召した。除隊後は山梨で職に就く傍ら、勤務演習に数度参加して1923年に士官（少尉）に任じられた。
農林学校を離れたとはいえ同窓と手紙で交流を重ねており、小菅健吉の書簡録によると、1918年から7年ほどアメリカに滞在した健吉のほか、「アザリア」の仲間だった鯉沼忍と河本義行、やがては健吉・隆子夫妻、嘉内・さかゑ夫妻との親交をうかがうことができる。国柱会に入会して浄土真宗からの改宗をめぐって父と対立した賢治からは、多くの手紙が送られた。その中には嘉内にも国柱会への加入を勧めるものがあったが、父が神道・禊教の関係者であったためそれに応じることはなかった。賢治は家出して上京していた1921年7月、上野の帝国図書館（現：国際子ども図書館）で面会したとされるが、その日の嘉内の日記では「宮澤賢治　面会来」と書かれた文字を上から斜線で消している。この時期を境に賢治から嘉内への手紙の数は大きく減り、以後再び会うことはなかったとされる。
1924年から1925年まで山梨日日新聞に文芸記者として勤務し、短歌欄に投稿したさかゑと結婚、その後、念願の農業生活に入り、柳宗悦と小宮山清三らと諏訪で講演した1926年と、1927年、1929年に子どもをさずかる。1928年には歌集出版を企図したが、出版社の火災で預けていた歌稿を失い断念した。営農中に在郷軍人会の分会長や駒井村会議員といった役職にも就く。

### 青年教育
アメリカで農学を究めようとした小菅健吉と嘉内は、健吉渡米の1918年10月10日付け健吉発信の絵はがきに始まり、同じく1925年（大正14年）3月22日付の葉書まで20通を超すはがきと手紙の記録がある。その中に英文で記されたものも混じる点から、この期間に健吉経由でアメリカの農業指導の情報を得ていたことが推察される。
1926年7月に文部省が青年訓練所を開くと、初等教育で学業を終えた青年は軍事教練と学問の補習を受けることができた。山梨県を代表する「青年訓練所充用睦合実業補習学校」の記録が残っている。青年訓練所で指導をするうち青年教育に情熱を見出した嘉内は、1930年に中尉に任官、8月、日本青年協会（1928年設立）「農業伝習所」構想に触れ、理想の模範農村「花園農村」実現を目指して再び上京する決心を固める。農地を手放し役職を離れ、1931年に東京に出て日本青年協会で講師を務めると、やがて農業指導の武蔵野道場開設に向け、主任を拝命した。日本青年協会は1932年、現在の千葉県市川市法典に勝壯鹿（かつしか）道場を開設、玉井忠彦（鳥取高等農業学校卒）と木村直雄（京都帝国大学農学部卒）の両主任ほかが採用されるが、嘉内は指導者としての昇格を盛岡高等農林学校除名の件で阻まれてしまい1934年4月退職。引き続き農家の助けになる仕事を求め、発明家の山内不二門と組み農村の副業となる事業を模索する。アミノ酸を取り入れた醤油製造の起業の道が見えたところで胃癌を発症、一時は小康を得たものの1936年には郷里に戻り、先に帰してあった妻子のもとで療養に専心するが、翌1937年2月8日に死去する。40歳没。

## 没後の評価

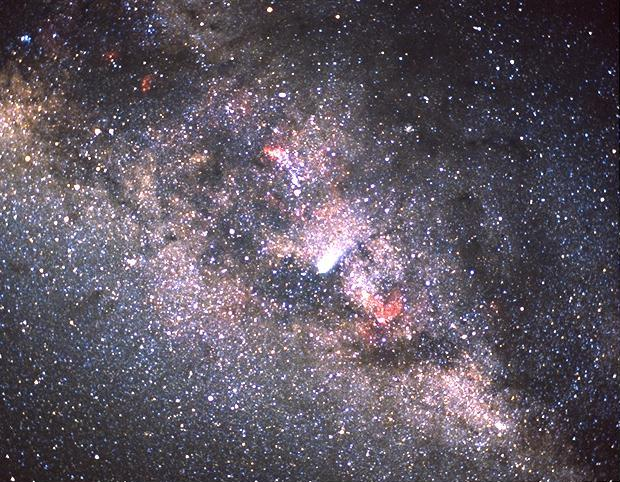
ハレー彗星と銀河（1986年4月6日、NASA/エイムズ研究センター/カイパー空中天文台/Lynn Albaugh）

嘉内は賢治はじめ友人たちから受け取った書簡をスクラップブックに貼って保管し、没後は遺族の手元に残された。死去から約30年が経過した1968年、この書簡類が研究者の小沢俊郎と嘉内の子息の共著『宮澤賢治　友への手紙』（筑摩書房）として刊行されると、嘉内は賢治の伝記上重要な関係者として光を当てられることになった。
1992年に北海道で発見された小惑星14447は、2012年4月6日、「Hosakakanai」と命名された（発見者は渡辺和郎と円舘金）。これは嘉内が残した1910年のハレー彗星のスケッチが天文学上の貴重な資料と認められたことに由来する。
賢治と嘉内の生誕110周年に当たる2006年に韮崎市で記念行事の企画が進み、実行委員会の活動を引き継ぐアザリア記念会が嘉内の子息を交えて発足する。会員は韮崎市民と山梨県外からも受け付け、活動はブログ発行や嘉内の生まれた10月18日の「花園農村」碑前祭、岩手との交流など。2011年9月、プラネタリウム番組「二人の銀河鉄道～賢治と嘉内の青春」が完成して山梨県立科学館で披露される。また嘉内研究の市民団体の活動を支援する韮崎市は、2011年9月、韮崎駅前に市民交流センター「ニコリ」を開設すると、館内のふるさと偉人資料館に嘉内の資料を常設展示している。
「花園農村」は旧制甲府中学弁論会で主張した農村の理想で、歌稿『文象花崗岩』に挟まれたメモ書きが残る。「花園農村の碑」に刻んで以下のように公開されている。

春は麦打ちせんと畑に立って遠山のかす

みに消えゆく夢みる喜び

夏田植えして帰る田の水の上に浮かむ白玉

秋は柿の梢に柿赤き頃　豊な稲穂はすゝ風

にさらさらと波打って

冬は縄なひ　草鞋作り　夕は家庭のも

っとも歓しきうたげにあわやかに降りつ

む雪をみる

われわれをして　田園都市を作らしめよ

模範農村を　作らしめよ

そしてわが幸ある天地の神に感謝をささげ

しめよ